# Et ta sœur (film, 1951)
Pour les articles homonymes, voir Et ta sœur.
Pour plus de détails, voir Fiche technique et Distribution.
Et ta sœur est un film français réalisé par Henri Lepage et sorti en 1951.

## Fiche technique
- Titre : Et ta sœur
- Réalisation : Henri Lepage
- Scénario et dialogues : Alfred Gehri
- Photographie : Charlie Bauer
- Décors : Claude Bouxin
- Son : René Longuet
- Montage : Jeannette Berton
- Musique : René Sylviano
- Société de production : Compagnie Française de Production Cinématographique (C.F.P.C.)
- Format : Noir et blanc - Son mono
- Pays de production :  France
- Genre : Comédie
- Durée : 94 minutes
- Date de sortie : 
  - France - 30 novembre 1951

## Distribution
- Jean Tissier
- Pierre Larquey
- Maurice Régamey
- Jane Marken
- Michel Flamme
- Claude Fradel
- Georgette Tissier
- Élisa Lamothe
- Hélène Rémy